# Robert J. Whiteley
| 49036 Pelion | 21 agosto 1998 |

Robert J. Whiteley (1971) è un astronomo statunitense.

## Biografia
Lavora all'Università delle Hawaii.
Il Minor Planet Center gli accredita la scoperta di undici asteroidi, effettuate tra il 1998 e il 2000, la quasi totalità in collaborazione con David James Tholen.
Whiteley ha inoltre coscoperto 1998 DK36 che potrebbe essere stato il primo asteroide Apohele ad essere osservato ma che attualmente risulta perduto.
Gli è stato dedicato l'asteroide 20460 Robwhiteley.